# 碎米蕨
碎米蕨（学名：Cheilanthes opposita），为凤尾蕨科碎米蕨属下的一个植物种。